# Odontogryllus bifidus
Odontogryllus bifidus är en insektsart som beskrevs av De Mello 1992. Odontogryllus bifidus ingår i släktet Odontogryllus och familjen syrsor. Inga underarter finns listade i Catalogue of Life.